# ごっつあんです
『ごっつあんです』は、岡村賢二による日本の相撲漫画。『週刊漫画ゴラク』（日本文芸社）に2015年から2016年まで掲載された。

## あらすじ
双羽衣部屋所属の前頭九枚目の後藤丸次善は由奈の実家へ行き、彼女の父親に結婚を申し込むも断られる。金銭的な問題があるからだ。落ち込む後藤丸を励ましたのは大門寺。相撲に詳しい大門寺の言葉を受け、後藤丸は由奈との結婚を目指し奮闘する。

## 登場人物
カッコ内は番付の地位。

### 双羽衣部屋
後藤丸次善（前頭九枚目→前頭四枚目→前頭二枚目→小結→前頭筆頭）
双羽衣部屋の部屋頭。新潟県出身の26歳。本名は後藤次善。実家は牧場で化粧回しのデザインは廻しを締めた牛。九月場所では前頭九枚目で九勝を挙げる。続く九州場所では7勝7敗で迎えた千秋楽に南戸ノ錦を破って勝ち越した。九州巡業では横綱東翔山から白星をもぎ取る。初場所では九勝五敗で迎えた千秋楽に大門寺を居反りで破り敢闘賞を受賞。初三役の春場所では負け越したが7勝を挙げ最低限の負け越しにとどめた。五月場所では千秋楽を終えて十三勝二敗、そして優勝決定戦で過去七戦全敗だった横綱大龍を吊り落としで破り初優勝を果たした。これにより前頭筆頭で13勝を挙げたことと、大門寺の前頭降格がほぼ決定的であることから新関脇の可能性も濃厚となった。
双羽衣親方
後藤丸達の師匠。元小結。牧場で培われた後藤丸の強靭な足腰や驚異的な動体視力を見込んで彼を部屋へ勧誘した。
基富士（大阪場所の地位は十両九枚目）
双羽衣部屋所属のもう一人の関取。顔に雀斑がある。3月場所では双羽衣部屋の力士の大半が負け越す中で勝ち越しに成功している。5月場所の前に後藤丸と共に双青龍に見舞金を渡した。
加西（大阪場所の地位は三段目十八枚目）
双羽衣部屋の取的の一人。巨体。
双青龍（大阪場所の地位は三段目四十七枚目）
双羽衣部屋の取的の一人。眉毛が大きく目が細い。本名はチャド。モンゴル出身の20歳。双羽衣部屋所属の力士の内、後藤丸を除く力士の中で唯一出身地と年齢、及び本名が判明している人物。大阪場所では負け越したものの、最後の七番目の相撲は上手投げを決めて白星で飾ることができた。
坂本（大阪場所の地位は序二段二十五枚目）
双羽衣部屋の取的の一人。双羽衣部屋所属の力士の中で唯一眼鏡をかけている。
以上の他にも後藤丸の優勝祝いの際には双羽衣部屋の所属と思われる力士が5名確認できる。（一人はざんばら髪で、残る4人は髷を結っている）

### 主なその他の力士
大龍丈（横綱）
モンゴル出身で米良川部屋所属。身長は192cm。幕内優勝を37回達成している。五月場所では勝てば優勝だった本割で東翔山の変化に屈し、続く決定戦でも過去七戦全勝だった後藤丸に吊り落としで敗れ、38回目の幕内優勝はお預けとなった。しかし悔しがるどころか清々しい表情で素直に負けを認め、笑顔で後藤丸を労っていた。
海輝大伍（横綱）
モンゴル出身。春場所では負傷中の東翔山に吊り落としを喰らって敗れ、五月場所では大門寺や後藤丸に土をつけられ三横綱の中で真っ先に優勝争いから脱落した。
東翔山秀悟（横綱）
熊本県出身。後藤丸の実力を影で認めており、自分の後継者と考えている。大阪場所では片手一本で吊り落としを決めるという大技をやってのけている。
秀王騎光流（大関）
鳥取県出身。化粧廻しのデザインは緑地に騎馬武者。春場所では二日目に後藤丸に土をつけられた。五月場所では初日に大門寺の下手投げに、2日目に後藤丸の上手投げに敗れて連敗スタートという無様な醜態を晒してしまった。
山狼鳳寛（大関）
長野県出身の巨体大関。春場所では後藤丸に勝利したが、五月場所では押し倒しで敗れ借りを返された。
西修山義弘（大阪場所の地位は関脇）
鹿児島県出身。大阪場所で後藤丸を小手投げで破る。
大門寺秦高（前頭二枚目→小結→関脇）
京都府出身。三子山部屋所属で化粧廻しのデザインは青地に虎。後藤丸のライバルにして良き理解者。相撲のことにも詳しく、後藤丸に教えてあげている。五月場所で大関取りが掛かっていたが、大龍を下した際にアキレス腱を切って休場することになり、前頭への降格が確実となってしまった。しかし本人は落ち込む事なく再起を誓った。その後は病院のテレビから後藤丸を見守り、優勝祝いにも顔を見せている。
三浜龍智之（小結→関脇）
宮城県出身。山狼鳳同様春場所では後藤丸に勝ったが五月場所で借りを返される。
黒羽峰到（前頭三枚目→前頭筆頭→小結）
北海道出身。加西曰く8年以上幕内上位を維持しており、坂本の話によれば渾名は「三役の門番」。後藤丸を対戦成績で圧倒的にリードしていたが、春場所の千秋楽での取組では押し倒しの勢いを逆手に取られ、後藤丸の櫓投げに敗れた。その後土俵下で後藤丸を労った。
樽之城駿人（大阪場所の地位は前頭二枚目）
モンゴル出身。大阪場所の14日目に後藤丸と対戦した。なお風貌や四股名、出身地から逸ノ城をモデルにしたことがうかがえる。
南戸ノ錦清（前頭三枚目→前頭二枚目）
三重県出身。金への執念が強く、大門寺によると渾名は「給金ハンター」。しかし7勝7敗で迎えた九州場所千秋楽で後藤丸の浴びせ倒しに敗れ、無念の負け越しとなった。
双津皇実（大阪場所の地位は前頭三枚目）
香川県出身。大阪場所で後藤丸に寄り切りで敗れた。
仁王山哲也（前頭十一枚目→前頭四枚目）
埼玉県出身。五月場所千秋楽に後藤丸と対戦した。
鎧扇道亮太（前頭十二枚目→前頭七枚目）
徳島県出身。砂岡部屋所属の力士で後藤丸の同い年。鎌足園のカレー丼のCMに出演している。

### その他関係者
八巻由奈
東京丸の内の会社に勤務する女性。後藤丸を会場やテレビ越しに応援している。後に双羽衣親方から「力士は足の裏が大事」と教わり、後藤丸のためにと小山トレーナーに相談をして積み木ストレッチを教えてもらった。
由奈の父
本名は不明。力士の平均引退年齢を知っているなどかなり相撲に詳しい事がうかがえる。初めは由奈と後藤丸の結婚に金銭事情から反対していたが、五月場所の後藤丸の快進撃を見て「幕内優勝して賞金1000万円獲得」を条件に結婚を認めることにした。五月場所の千秋楽には娘と共に会場へ足を運び、自ら声を上げて後藤丸を応援した。そして後藤丸が幕内優勝を決めると笑顔で由奈と後藤丸の結婚を認めた。
小山
後藤丸と大門寺が通うジムのトレーナー。大門寺や後藤丸の体のことをよく知っており、由奈が後藤丸の力になる方法を相談する所以にもなっている。なお実際に本人が登場したのは積み木ストレッチを行う由奈に同行した時と、後藤丸の優勝祝いの時のみ。
後藤丸の父、後藤丸の母
本名は不明。初登場したのは回想シーンで、初めは後藤丸を力士にすることに反対していたものの、彼の強い熱意を認めて息子を送り出した。なお実際に2人が登場するのは後藤丸の優勝祝いの時のみである。

## 書誌情報
- 岡村賢二 『ごっつあんです』 日本文芸社〈ニチブンコミックス〉、全4巻
  - 1巻、2016年3月19日発売[3]、ISBN 9784537134179
  - 2巻、2016年6月9日発売[4]、ISBN 9784537134537
  - 3巻、2016年10月19日発売[5]、ISBN 9784537134964
  - 4巻、2017年1月10日発売[6]、ISBN 9784537135312